# Deconstruction
Deconstruction  — американская рок-группа, созданная двумя бывшими участниками Jane's Addiction, гитаристом Дэйвом Наварро и басистом Эриком Эвери. Первоначально их бывший коллега, барабанщик Стивен Перкинс, должен был стать ударником группы, но вместо этого он присоединился к новой группе Перри Фаррелла (который был фронтменом Jane's Addiction), Porno for Pyros. Майкл Мёрфи (англ. Michael Murphy) был приглашен в качестве постоянного барабанщика группы.

## История
Группа, все участники которой были жителями Лос-Анджелеса, записывала материал в студии, где-то на побережье Биг-Сюра, в Калифорнии. Одноименный альбом вышел в 1994 году и был хорошо принят критиками, но привлек небольшую часть аудитории. Это произошло на фоне заметного контраста с группой Porno for Pyros, которая имела равнодушные отзывы, несмотря на свою относительную популярность.
«Deconstruction» выпустили единственный одноименный альбом и один сингл «La Song», они не стали организовывать гастроли, из-за самочувствия Эрика Эвери, который был все ещё измотан, от предыдущего мирового турне, с группой Jane's Addiction.
Одноименная британская группа стремилась юридически остановить Эрика Эвери и его коллег, использовать название «Deconstruction», но они прекратили выдвигать угрозы судебного иска, когда их заверили, что альбом калифорнийского трио будет одноразовым проектом.
Позднее, Дэйв Наварро ушёл в группу Red Hot Chili Peppers и участвовал в воссоединения Jane's Addiction в 1997 и 2001 годах. Эрик Эвери оставался в тени в течение пятнадцати лет, до момента воссоединения оригинального состава Jane's Addiction, в 2009 году. В этот период он играл на басу у Garbage и Аланис Мориссетт, также он прослушивался на место басиста в группе Metallica, после ухода Джейсона Ньюстеда (новым басистом стал Роберт Трухильо), но главным образом он сочинял и записывал материал с группой Polar Bear и занимался сольным творчеством в последующий период.
На сегодняшний день альбом «Deconstruction» считается культовым произведением искусства. В книге «Не пытайтесь повторить это дома» (англ. Don’t Try This At Home), написанной Нилом Страус и Дэйвом Наварро, Наварро описывает группу, как «более артистический эксперимент, чем что-нибудь еще. У нас не было песен; некоторые люди рассматривали нас как гениев, другие - как дураков. И лично я, видел объяснение обеим точкам зрения очень хорошо» (англ. «more of an artistc experiment than anything else. We didn't have songs; some people viewed us as geniuses and others viewed us as fools. And, personally, I could see the rationale behind both points of view very clearly»).

## Дискография
- Deconstruction (1994)